# Orde de Sant Gregori el Gran
L'Orde de Sant Gregori el Gran (llatí: Ordinis S. Gregorius Magnus), també coneguda sota el nom d'Orde de Sant Gregori és una Orde de cavalleria vaticana, creada el 1831 pel Papa Gregori XVI, actualment sota el Gran Magisteri del Papa Francesc.

## Història
L'Orde de Sant Gregori fou creada pel Papa Gregori XVI per tal de recompensar a aquelles persones de noble nissaga que s'hagin distingit per la seva lleialtat a la Santa Seu i l'Església Catòlica, constituint-se en tant que Orde de Cavalleria Papal i integrant-se al Sistema d'Honors de la Santa Seu.
L'Orde de Sant Gregori Magne o el Gran és una de les cinc Ordes de Caballeria de la Santa Seu. Aquest honor especial s'atorga a homes i dones de l'Església catòlica (i, de vegades, en casos especials als no catòlics) en reconeixement del seu servei personal a la Santa Seu i a l'Església Catòlica Romana, a través de la feina de casa habituals, el seu suport de la Santa Seu, i els seus excel·lents exemples exposats en les seves comunitats i els seus països.
El lema de l'Orde de Sant Gregori el Magne és Pro Deo et Principe (Per Déu i el Governant).

## Divises
|               |                         |                                      |                         |
| Cavaller/Dama | Cavaller/Dama Comanador | Cavaller/Dama Comanador amb Estrella | Cavaller/Dama Gran Creu |